# Марієнфелд
Марієнфелд (рум. Marienfeld) — село в Молдові в Чимішлійському районі. Входить до складу комуни, центром якої є село Ялпужень. В радянські роки село мало назву Первомайськ, проте згодом повернули історичну назву.